# 天道法師
天道法師（てんどうほうし）は、対馬に伝わる伝説上の人物である。宝野上人（ほうやしょうにん）や天道菩薩とも呼ばれる。

## 概要
『対州神社誌』によれば、天道法師の伝承は以下の通りである。
対馬の南部にある豆酘に照日某という人物の娘がおり、天智天皇の御世の白鳳13年2月17日〔ママ〕（後の記述から逆算すると683年）に、太陽の光を浴びて（朝日に向かって用を足したとする伝承も存在する）感精して生まれた神童が、のちの天道法師であった。天道法師は朱鳥6年11月15日〔ママ〕 （後の記述から逆算すると692年）に、9歳にして仏門に入り、奈良の都で修行を重ね、神通力を得て、文武天皇の御世の大宝3年（703年）に対馬に帰国した。霊亀2年（716年）、天童33歳の時に、元正天皇（文武とする伝承も存在する）が病に倒れた折に、対馬から飛行して奈良へ赴いて病を治し、「宝野上人」の号を賜い、対馬の銀山を停止し、豆酘からの年貢や采女の献上が赦され、「天道の地（後のオソロシドコロ）」をアジールとすることを許可された。天道法師は卒土山（現在の竜良山、天道法師の墓があるオソロシドコロ）において亡くなり、その母は久根之矢立山に葬られたという。

## 多久頭魂神や八幡神との関係
天道法師は、母神＝神魂神（神産巣日神）・子神＝多久頭魂神の母子2神として対馬で信仰されており、これは神功皇后（母神）、応神天皇（子神）という八幡信仰や、豊玉姫命（母神）、鸕鶿草葺不合尊（子神）との類似性や関連性が指摘されている。
対馬の母子信仰は、八幡信仰も含めて、元来九州に多く存在した母子信仰の1つであったと考えられており、対馬に某神に対応する某御子神（和多都美神に対する和多都美御子神など）が多く存在していたことが記されていることも同様な理由であるとされる。
また、天道法師の伝説は、『八幡愚童訓』に伝わる鹿児島神宮の縁起と似通っており、実際に対馬には鹿児島神宮から勧請された八幡宮がいくつか存在する。

## 卒土山とアジールについて
天道法師は卒土（そと）山に葬られ、そこは後にアジールとして機能した（伝承によれば天道法師がアジールとすることを願い出たという）が、これについて、馬韓諸国に各々存在した「別邑（アジールとされる）」である「蘇塗（そと）」との関連性を指摘されている。

## 関連事項
- 多久頭魂神社